# Минго (язык)
Язык минго (самоназвание: Unyææshæötká') — язык племени минго ирокезского происхождения, проживающего в восточном Огайо, Западной Пенсильвании и Западной Виргинии. Это — полисинтетический язык с чрезвычайно сложной системой глагольных категорий. Является близким родственником языков сенека, онондага и кайюга. 